# Wingkoharjo
Wingkoharjo is een bestuurslaag in het regentschap Purworejo van de provincie Midden-Java, Indonesië. Wingkoharjo telt 449 inwoners (volkstelling 2010).